# Patrick Brachner
Patrick Brachner, Patrik Braxner (ur. 7 listopada 1992 w Austrii) – azerski narciarz alpejski austriackiego pochodzenia, olimpijczyk z Soczi, trzykrotny uczestnik mistrzostw świata w narciarstwie alpejskim.
W 2014 roku wziął udział w igrzyskach olimpijskich w Soczi. Podczas ceremonii otwarcia pełnił rolę chorążego reprezentacji Azerbejdżanu. Był jednym z trzech reprezentantów Azerbejdżanu na tych igrzyskach i najmłodszym jej członkiem. Wystąpił w dwóch konkurencjach narciarstwa alpejskiego – w slalomie gigancie zajął 53. miejsce, a w slalomie nie został sklasyfikowany, ponieważ nie ukończył pierwszego przejazdu.
Trzykrotnie uczestniczył w alpejskich mistrzostwach świata. Na mistrzostwach w Garmisch-Partenkirchen w 2011 roku zajął 83. miejsce w slalomie gigancie, a w slalomie nie ukończył pierwszego przejazdu. Dwa lata później, na czempionacie w Schladming, był 37. w slalomie, a w slalomie gigancie nie został sklasyfikowany (nie ukończył pierwszego przejazdu). Kolejnym jego startem w zawodach tej rangi były mistrzostwa w Sankt Moritz w 2017 roku – był 60. w slalomie gigancie, a w slalomie nie ukończył drugiego przejazdu.
W latach 2011–2013 pięciokrotnie zaprezentował się w zawodach Pucharu Świata w slalomie – trzykrotnie w Zagrzebiu i dwukrotnie w Schladming. Ani razu nie został jednak sklasyfikowany.
W 2011 i 2013 roku wystąpił w mistrzostwach świata juniorów w slalomie i slalomie gigancie. Jedyny raz ukończył oba przejazdy w slalomie gigancie w 2011 roku i zajął wówczas 58. miejsce.
W sierpniu 2016 roku zajął dwunaste miejsce w slalomie gigancie w Cerro Catedral w zawodach Pucharu Ameryki Południowej oraz czwarte miejsce w slalomie w Antillance. Dzięki temu został sklasyfikowany na 42. miejscu klasyfikacji generalnej sezonu 2016/2017. W klasyfikacji slalomu był dziesiąty, a w slalomie gigancie uplasował się na 31. miejscu.